# Jänissaari (ö i Finland, Mellersta Finland, Jyväskylä, lat 62,41, long 25,96)
Jänissaari är en ö i Finland. Den ligger i sjön Saraavesi och i kommunen Laukas i den ekonomiska regionen  Jyväskylä ekonomiska region  och landskapet Mellersta Finland, i den centrala delen av landet, 250 km norr om huvudstaden Helsingfors. Öns area är 1,2 hektar och dess största längd är 150 meter i öst-västlig riktning.